# Grabbelpas
De Grabbelpas is een aanbod van kinderopvang in Vlaanderen.  Het wordt in de meeste Vlaamse gemeenten georganiseerd door de eigen gemeentelijke jeugddienst, meestal voor kinderen tussen 6-12 jaar oud.
Grabbelpas is een verzameling van jeugdactiviteiten waar jongeren kunnen aan deelnemen. Het verschil met de speelpleinwerking is, dat men zich niet beperkt tot één locatie en tot één soort activiteit.
Grabbelpas wordt georganiseerd op weekdagen in de schoolvakanties. Meestal duurt een grabbelpasactiviteit geen volledige dag. Vaak zijn het activiteiten die maar ongeveer drie uurtjes duren. Soms kan het ook wel zijn dat de activiteit niet op de vaste plaats plaatsvindt en dat men op uitstap gaat, zoals pretparken, de zoo, museum, speeltuinen... .
De Grabbelpas zorgt dus voor een combinatie van sport, spel, creativiteit, knutselen, uitstappen, film, theater en circus,... Zo realiseert men de dubbele doelstelling: enerzijds kinderopvang voor werkende ouders, anderzijds educatieve bezigheden waar kinderen iets van opsteken. Niet alleen inhoudelijk, maar ook naar vormen van samenwerking, sociale vaardigheden, omgaan met diversiteit en dergelijke.  Grabbelpas is er immers voor alle gezinnen in een gemeente, ook voor kansarme of allochtone.
De activiteiten worden begeleid door ervaren monitoren die een attest in het jeugdwerk hebben. Sommige jeugddiensten werken samen met jobstudenten en andere met vrijwilligers.